# Marko Mamić
Marko Mamić (ur. 6 marca 1994 w Zagrzebiu) – chorwacki piłkarz ręczny, lewy rozgrywający, od 2019 zawodnik SC DHfK Leipzig..
Reprezentant Chorwacji, brązowy medalista mistrzostw Europy (2016).

## Kariera klubowa
Początkowo występował w klubach chorwackich: RK Garešnica i RK Moslavina Kutina.
W latach 2012–2015 był graczem Kadetten Schaffhausen, z którym zdobył dwa mistrzostwa kraju. W barwach szwajcarskiej drużyny występował w sezonach 2012/2013 i 2014/2015 w Lidze Mistrzów, w której rzucił 35 bramek. W sezonie 2013/2014 zdobył 18 goli w kwalifikacjach do Pucharu EHF. W latach 2015–2017 reprezentował barwy Dunkerque HGL, rozgrywając we francuskiej ekstraklasie 45 meczów i zdobywając 156 bramek.
W lipcu 2017 został zawodnikiem Vive Kielce, z którym podpisał czteroletni kontrakt. W Superlidze zadebiutował 2 września 2017 w wygranym meczu z MKS-em Kalisz (36:20), w którym rzucił dwa gole. W sezonie 2017/2018, w którym zdobył z Vive mistrzostwo Polski i otrzymał nominację do nagrody dla najlepszego obrońcy ligi, rozegrał w najwyższej klasie rozgrywkowej 27 spotkań i rzucił 63 bramki. Ponadto wystąpił w 17 meczach Ligi Mistrzów, w których zdobył 21 goli.
W czerwcu 2019 został zawodnikiem SC DHfK Leipzig, z którym podpisał 3-letni kontrakt.

## Kariera reprezentacyjna
Podczas mistrzostw Europy U-18 w Austrii w 2012 zdobył 37 bramek i został wybrany najlepszym lewym rozgrywającym turnieju. W 2013 wraz z reprezentacją Chorwacji U-19 zdobył wicemistrzostwo świata juniorów – w turnieju rozegranym na Węgrzech rzucił w dziewięciu meczach 37 bramek, będąc obok Lovro Mihicia najskuteczniejszym zawodnikiem swojej kadry. Został ponadto wybrany najlepszym lewym rozgrywającym mistrzostw.
W 2016 wraz z kadrą seniorów zdobył brązowy medal podczas mistrzostw Europy w Polsce (w turnieju tym rzucił osiem goli w ośmiu meczach). Również w 2016 uczestniczył w igrzyskach olimpijskich w Rio de Janeiro (5. miejsce). W 2017 wziął udział w mistrzostwach świata we Francji (4. miejsce), podczas których rozegrał dziewięć meczów i zdobył 29 bramek. Został ponadto wybrany najlepszym zawodnikiem rozegranego 24 stycznia 2017 ćwierćfinałowego spotkania z Hiszpanią (30:29), w którym rzucił dziewięć goli. W 2018 uczestniczył w mistrzostwach Europy w Chorwacji, w których rzucił 19 goli w siedmiu meczach.

## Sukcesy
Kadetten Schaffhausen
- Mistrzostwo Szwajcarii: 2013/2014, 2014/2015
- Puchar Szwajcarii: 2013/2014
- Superpuchar Szwajcarii: 2012, 2013, 2014

Vive Kielce
- Mistrzostwo Polski: 2017/2018
- Puchar Polski: 2017/2018, 2018/2019

Reprezentacja Chorwacji
- 2. miejsce w mistrzostwach świata U-19: 2013
- 3. miejsce w mistrzostwach Europy: 2016

Indywidualne
- Najlepszy lewy rozgrywający mistrzostw Europy U-18 w Austrii w 2012[9] (zdobył 37 bramek[8])
- Najlepszy lewy rozgrywający mistrzostw świata U-19 na Węgrzech w 2013[11] (zdobył 37 bramek[10])

## Statystyki
| Klub                     | Sezon     | Liga      | Liga | Liga | Liga |    | Puchar kraju | Puchar kraju | Puchar kraju  |    | EHF | EHF | EHF | EHF |     | Razem | Razem | Razem |
| Klub                     | Sezon     | Liga      | M    | B    | Śr.  | M  | B            | Śr.          | M             | B  | EHF | Śr. | M   | B   | Śr. |       |       |       |
| ------------------------ | --------- | --------- | ---- | ---- | ---- | -- | ------------ | ------------ | ------------- | -- | --- | --- | --- | --- | --- | ----- | ----- | ----- |
| Kadetten Schaffhausen    | 2012/2013 | NLA       | 32   | 69   | 2,2  | 4  | 10           | 2,5          | Liga Mistrzów | 10 | 15  | 1,5 | 46  | 94  | 2   |       |       |       |
| Kadetten Schaffhausen    | 2013/2014 | NLA       | 29   | 63   | 2,2  | 4  | 6            | 1,5          | Puchar EHF    | 4  | 18  | 4,5 | 37  | 87  | 2,4 |       |       |       |
| Kadetten Schaffhausen    | 2014/2015 | NLA       | 34   | 73   | 2,1  | 4  | 13           | 3,3          | Liga Mistrzów | 10 | 20  | 2   | 48  | 106 | 2,2 |       |       |       |
| Kadetten Schaffhausen    | Razem     | Razem     | 95   | 205  | 2,2  | 12 | 29           | 2,4          | –             | 24 | 53  | 2,2 | 131 | 287 | 2,2 |       |       |       |
| Dunkerque HGL            | 2015/2016 | LNH       | 22   | 73   | 3,3  | 2  | 8            | 4            | –             | –  | –   | –   | 24  | 81  | 3,4 |       |       |       |
| Dunkerque HGL            | 2016/2017 | LNH       | 23   | 83   | 3,6  | 4  | 13           | 3,3          | –             | –  | –   | –   | 27  | 96  | 3,6 |       |       |       |
| Dunkerque HGL            | Razem     | Razem     | 45   | 156  | 3,5  | 6  | 21           | 3,5          | –             | –  | –   | –   | 51  | 177 | 3,5 |       |       |       |
| Vive Kielce              | 2017/2018 | Superliga | 27   | 63   | 2,3  | 4  | 0            | 0            | Liga Mistrzów | 17 | 21  | 1,2 | 48  | 84  | 1,8 |       |       |       |
| Vive Kielce              | 2018/2019 | Superliga | 19   | 31   | 1,6  | 1  | 0            | 0            | Liga Mistrzów | 10 | 3   | 0,3 | 30  | 34  | 1,1 |       |       |       |
| Stan na 22 kwietnia 2019 |           |           |      |      |      |    |              |              |               |    |     |     |     |     |     |       |       |       |